# Deserto alimentare
Un deserto alimentare è un'area che ha un accesso limitato a cibo economico e nutriente. Al contrario, un'area con un maggiore accesso a supermercati e negozi di verdure con alimenti freschi può essere definita un'oasi alimentare. La designazione considera il tipo e la qualità del cibo disponibile per la popolazione, oltre all'accessibilità del cibo attraverso le dimensioni e la vicinanza dei negozi alimentari.
Uno studio dell'Università di Tulane del 2018 ha affermato che ci sono tre categorie di deserti alimentari: legati alle capacità, legati alle risorse e legati all'atteggiamento.

## Cause

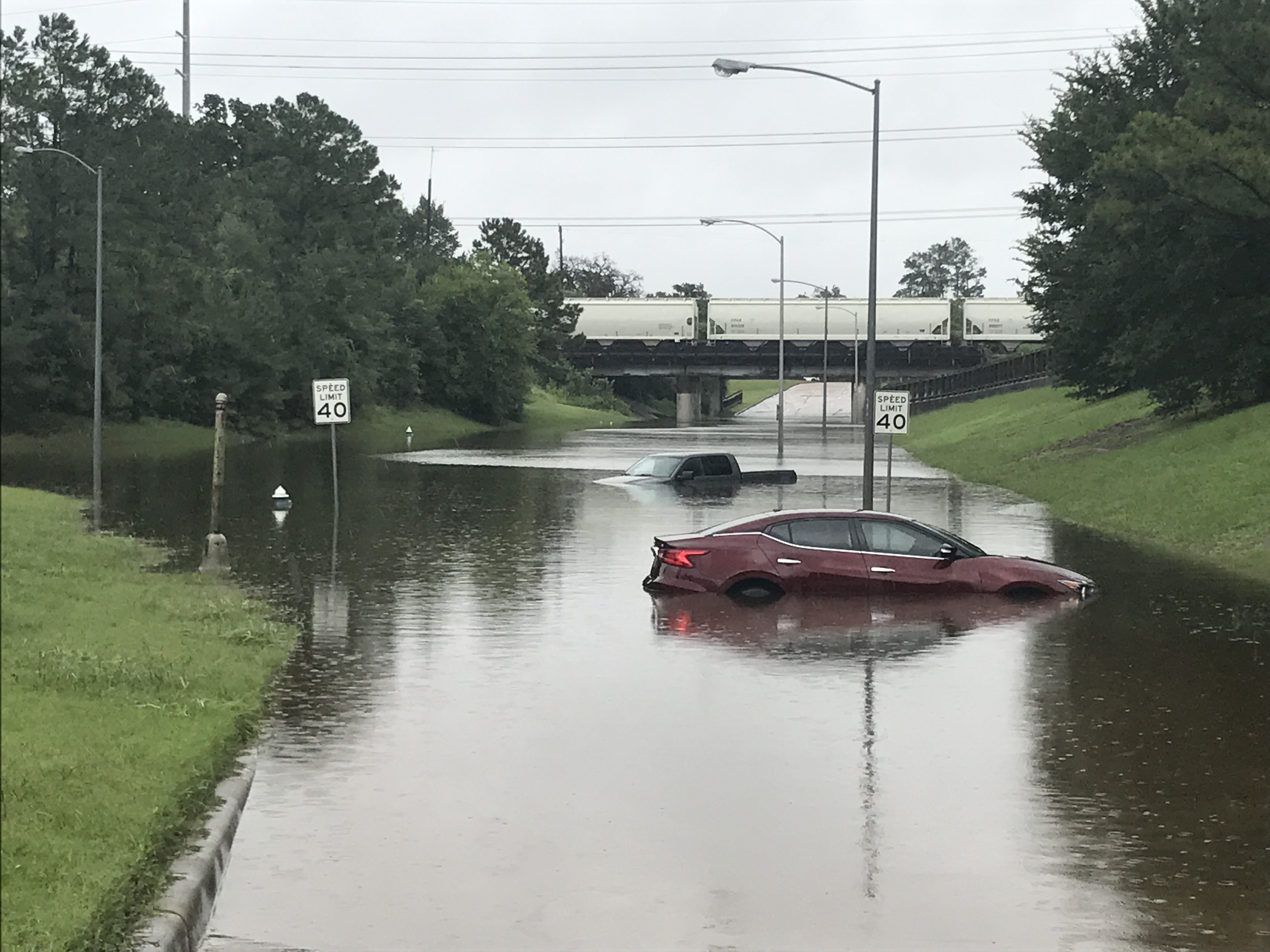
Auto allagate a causa dell'uragano Harvey. Un disastro simile crea disagi tra cui i deserti alimentari.

I deserti alimentari sono stati studiati principalmente nei paesi occidentali a causa delle limitazioni nell’applicazione della definizione di accesso al dettaglio a diverse comunità con culture, strategie di approvvigionamento alimentare e ambienti diversi in tutto il mondo.
Il redlining nei supermercati è stato proposto come causa del minore accesso ai supermercati che è caratteristico di alcune definizioni accademiche di deserti alimentari. Il concetto descrive come le grandi catene di supermercati tendono a trasferirsi o ad astenersi dall'aprire negozi nelle aree del centro città o nei quartieri poveri a causa di ostacoli urbani ed economici percepiti, riducendo l'accesso di alcune comunità ai supermercati.
La criminalità può fungere sia da causa che da effetto dello sviluppo di deserti alimentari nelle aree urbane. I furti nei negozi possono portare a un aumento dei prezzi del cibo, che può portare a più furti in un circolo vizioso. Anche la sicurezza può essere un problema per coloro che si trovano in aree ad alto tasso di criminalità, soprattutto se devono camminare mentre trasportano cibo e forse anche con un bambino o dei bambini.
Uno studio del 2009 ha affermato che le persone tendono a fare scelte alimentari in base a ciò che è disponibile nel loro quartiere. I deserti alimentari hanno spesso un'alta densità di ristoranti fast-food e negozi di alimentari che offrono cibi preparati e trasformati. Lo studio ha affermato inoltre che la distanza dai negozi influenza la qualità del cibo consumato.
L'accesso al cibo può essere limitato in un'area colpita da calamità naturali. L'accesso ai negozi nei quartieri a basso reddito può essere bloccato quando le strade sono allagate. I danni agli edifici possono ritardare l'apertura dei negozi.
Le persone che hanno orari di lavoro non standard, compresi turni serali o a rotazione, potrebbero avere difficoltà a fare la spesa nei negozi che chiudono prima e quindi optare invece per i fast food o i minimarket, che generalmente aprono più tardi.

## Per paese

### Africa

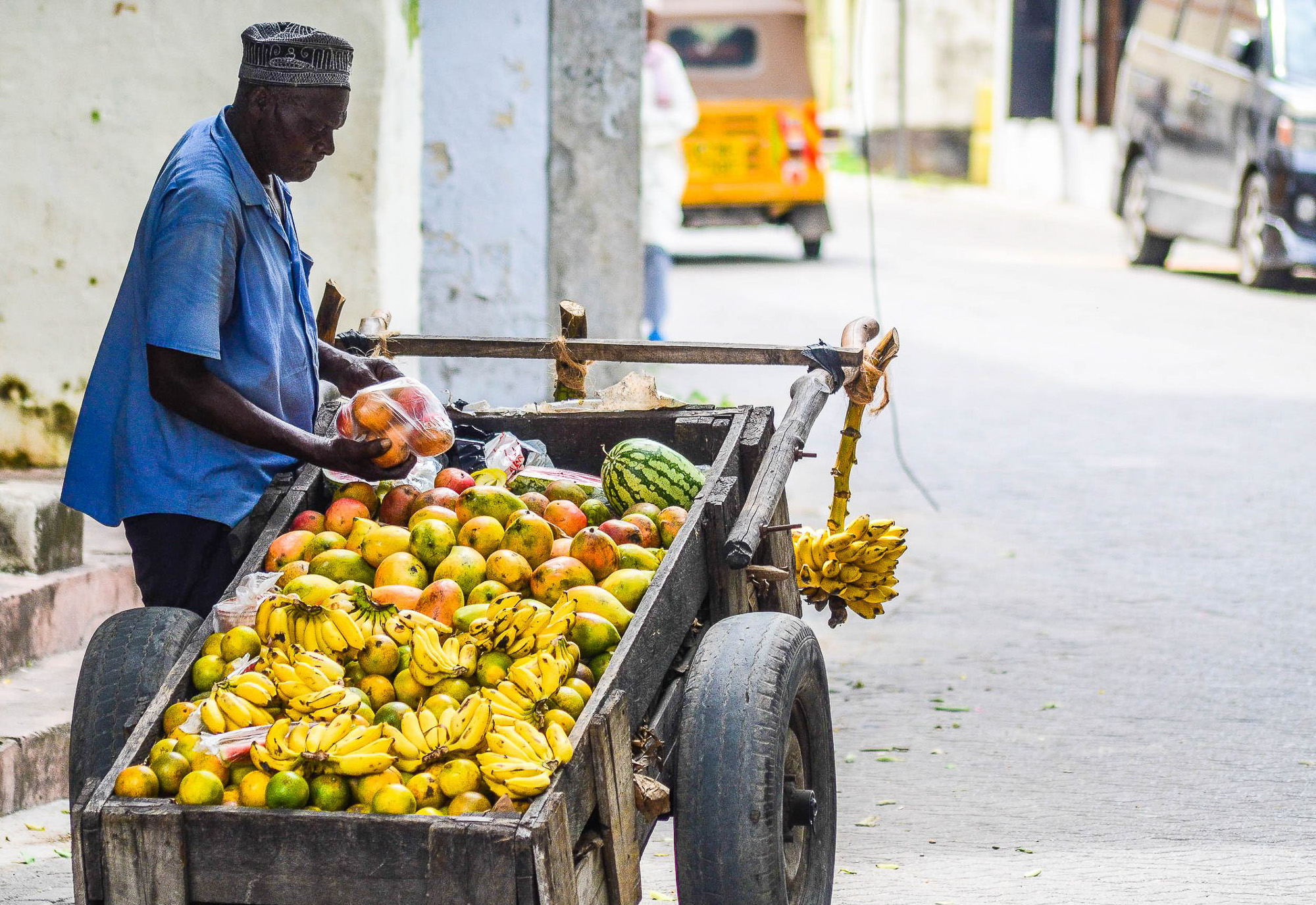
Spesso l'unica fonte affidabile di un mercato alimentare informale è un venditore di frutta che vende per strada in Tanzania.

I deserti alimentari africani sono dovuti all'urbanizzazione accelerata, ai vari modi in cui gli individui si procurano il cibo attraverso i mercati alimentari formali e informali, alle dinamiche familiari delle famiglie e agli effetti sociali, politici ed economici africani. I deserti alimentari africani sono stati definiti come "quartieri urbani poveri, spesso informali, caratterizzati da elevata insicurezza alimentare e bassa diversità alimentare, con molteplici mercati e fonti alimentari di mercato e non di mercato, ma con un accesso variabile delle famiglie al cibo".
Le città africane soffrono di un alto grado di frammentazione, che porta i poveri a dover utilizzare i trasporti pubblici per percorrere grandi distanze, trascorrendo fino a 3 ore al giorno in transito. Questo problema di trasporto è ulteriormente aggravato dall'alto deterioramento delle infrastrutture stradali e dal trasporto ferroviario pubblico scadente. Con gran parte della giornata sprecata in transito, gli africani poveri hanno meno tempo da dedicare alla spesa o alla preparazione del cibo, il che li costringe ad acquistare cibi più costosi, meno nutrienti e già preparati da venditori ambulanti o ristoranti.

### Australia
In Australia, i lavori sono organizzati in classi basse o alte utilizzando la Classificazione standard australiana e neozelandese delle occupazioni (ANZSCO) che considera competenze, istruzione ed esperienza per collocare il lavoro. La posizione dei deserti alimentari è spesso in aree in cui i lavori e il reddito delle persone sono considerati nella parte bassa dello spettro. Nel 2005 nell'Australia occidentale, la carenza di frutta e verdura di alta qualità e a prezzi accessibili nelle regioni isolate è stata identificata come un fattore che limita il consumo, insieme alla stagionalità dei prodotti.
Una revisione del 2014 ha scoperto che le aree meno popolate e molto remote dello stato avevano meno negozi di alimentari e prezzi più alti per frutta, verdura e latticini rispetto alle città. Dal punto di vista economico, si segnala che nelle aree a basso reddito, le famiglie dovrebbero spendere il 56% del loro reddito per acquistare cibo sano. La mancanza di disponibilità di cibo più fresco porta a un consumo di cibo malsano, con conseguente creazione di quello che viene descritto come un quartiere "obesogenico", il che significa che l'ambiente circostante non supporta un'alimentazione sana.

### Canada
In Canada alcune fasce di popolazione a basso reddito non hanno accesso al cibo sano a causa dei deserti alimentari.

### Europa
I ricercatori francesi nel 2012 hanno notato che i consumatori a basso reddito tendono a preferire prodotti più accessibili, ad esempio cibi ad alto contenuto calorico, come cereali, dolci e grassi aggiunti, invece di cibi ricchi di nutrienti provenienti da un'unica fonte.
Nelle Fiandre il numero di deserti alimentari nei quartieri residenziali con un numero relativamente elevato di anziani è aumentato tra il 2008 e il 2020.
In Italia è presente in alcune zone il deserto alimentare, aumentata soprattutto durante il periodo della pandemia di COVID-19.

### Regno Unito
I deserti alimentari britannici possono essere ampiamente classificati in 12 tipologie geografiche, in base all'interazione di fattori socioeconomici quali l'accesso fisico ai negozi, l'accesso finanziario (accessibilità economica) a cibo sano e gli atteggiamenti verso il consumo di esso, il desiderio di consumarlo piuttosto che cibo veloce/comodo, il possesso di capacità culinarie, ovvero l'accesso psicologico.
Furey e altri descrivono la creazione di deserti alimentari come un fenomeno che si verifica quando "l'elevata concorrenza delle grandi catene di supermercati ha creato un vuoto".

### Stati Uniti

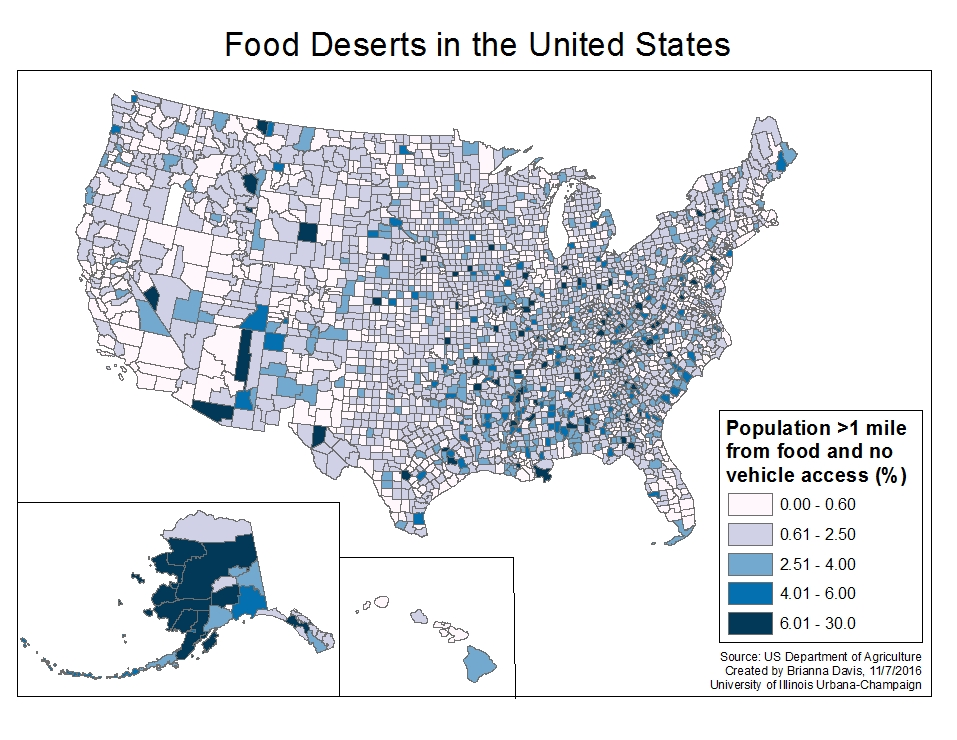
Deserti alimentari negli USA nel 2010

Nel 2011, il Dipartimento dell'Agricoltura degli Stati Uniti ha riferito che 13,5 milioni di persone, vivevano in "deserti alimentari", zone a basso reddito che distano più di un miglio da un supermercato (circa 1,6 km) nelle aree urbane o suburbane e più di 10 miglia (circa 16 km) da un supermercato nelle aree rurali.
I deserti alimentari tendono a essere abitati da residenti a basso reddito con un accesso inadeguato ai mezzi di trasporto, il che li rende mercati meno attraenti per le grandi catene di supermercati. Queste aree mancano di fornitori di alimenti freschi, come carne, frutta e verdura. Al contrario, gli alimenti disponibili sono probabilmente trasformati e ricchi di zuccheri e grassi, noti fattori che contribuiscono all'obesità negli Stati Uniti.
I deserti alimentari negli Stati uniti sono definiti da una carenza di supermercati e altri negozi che vendono cibo sano a prezzi accessibili. La ricerca suggerisce che i supermercati sono il modo più efficace per fornire alle comunità un'ampia selezione di cibo sano fresco e relativamente conveniente. Sono solitamente aperti tutto l'anno, offrono orari di apertura convenienti e generalmente accettano buoni pasto dal Supplemental Nutrition Assistance Program (SNAP) e dal Supplemental Nutrition Program for Women, Infants and Children (WIC). I mercati alimentari su piccola scala e a servizio completo potrebbero svolgere un ruolo nell'aumento della sicurezza alimentare della comunità.

## Possibili soluzioni
Laddove la crescente disponibilità di veicoli non sia sufficiente, un migliore trasporto pubblico nei deserti alimentari rurali o la promozione di ambienti sicuri per camminare e andare in bicicletta nelle aree urbane possono aiutare.
Alcuni governi statali e locali stanno implementando partnership pubblico-private che utilizzano una combinazione di iniziative di finanziamento e interventi a livello di comunità per colpire le aree con un accesso minore a cibo sano.
Alcune università si sono coordinate con le aziende locali e i leader della comunità per risolvere i problemi di scarsità di cibo.
Le famiglie spesso lavorano insieme e sviluppano una rete di condivisione per scambiare vestiti, fornire assistenza all'infanzia, vendere beni personali e condividere risorse di trasporto e persino alloggi. Le persone che vivono in deserti alimentari spesso usano questo approccio per sfamare le loro famiglie.
Alcuni progetti aumentano la disponibilità di cibo sano e conveniente istituendo mercati gestiti dalla comunità, mercati agricoli, carretti della spesa o negozi mobili e progetti di agricoltura urbana.
Il coinvolgimento della comunità e l’incorporazione di organizzazioni locali e di volontariato possono migliorare l’efficacia delle reti di sicurezza alimentare e di soluzioni alternative come gli orti comunitari.
Le opzioni di consegna via Internet superano le barriere della distanza nei deserti alimentari con servizi di meal kit (un servizio in abbonamento e modello di business di ristorazione in cui un'azienda invia ai clienti ingredienti alimentari pre-porzionati e talvolta parzialmente preparati e ricette per preparare pasti cucinati in casa) e acquisti online di prodotti alimentari freschi da rivenditori e cooperative alimentari.